# 白川町立黒川中小学校
白川町立黒川中小学校（しらかわちょうりつ くろかわなかしょうがっこう）は、かつて岐阜県加茂郡白川町にあった公立の小学校。

## 概要
- 白川町黒川の中部が校区であった。1971年、黒川東小学校、黒川西小学校と統合。黒川小学校の新設により廃校。
- 校舎は1976年にパイプオルガン製作者辻宏に貸与され、パイプオルガン製作工房の辻オルガンとして使用されていたが、2008年に閉業。[1]。2020年現在、藤吉オルガンとして使用されている。

## 沿革
- 1872年（明治5年） - 博愛義校として開校。
- 1875年（明治8年） - 博愛義校が東、中、西に分立[注釈 1]。
- 1877年（明治10年） - 東、中、西を統合。博愛学校となる。
- 1878年（明治11年） - 博愛学校が分立し、旧・博愛学校は黒川中校となる。
- 1886年（明治19年） - 黒川中尋常高等小学校に改称する。
- 1889年（明治22年） - 町村制により黒川村が発足。
- 1903年（明治36年） - 農業補習学校を併設する。
- 1925年（大正14年） - 黒川西尋常高等小学校に改称する。
- 1941年（昭和16年）4月1日 - 黒川中国民学校に改称する。
- 1947年（昭和22年）4月1日 - 黒川村立黒川中小学校に改称する。
- 1956年（昭和31年）9月30日 - 白川町、佐見村、黒川村、蘇原村が合併して白川町となる。同時に白川町立黒川中小学校に改称する。
- 1958年（昭和33年） - 新校舎が完成。
- 1971年（昭和46年）3月 - 統合により廃校。